# Toader Dima
Toader Dima (n. 25 februarie 1951

) este un deputat român, ales în 2012 din partea Partidului Social Democrat.